# Aeroportul Internațional Mitiga
Aeroportul Internațional Mitiga (IATA: MJI, ICAO: HLLM) este un aeroport din Tripoli, Libia ce deservește zona Tripoli. A fost deschis în 1995.
Situat la o altitudine de 11 m, aeroportul dispune de 1 pistă.

## Infrastructură

### Piste
Aeroportul dispune de o singură pistă. Pista 10/28 are suprafața de asfalt și dimensiunile 3.376 m × 45 m. 